# Na stranskem tiru
Minka Krvina v kmečki povesti Na stranskem tiru, prvič izdani leta 1972 (COBISS) in 1974 (COBISS) v dveh delih in drugič leta 1982, opisuje ljudi s Črnega Vrha. V središče pripovedi postavi dogajanje na Brenčinovini v 50. in 60. letih 20. stoletja. 

## Povzetek zgodbe

### 1. del
19-letna Mira se naivno zaplete z Janezom Brenčinom in zanosi. Otroka rodi doma, a se na prošnjo Janezove mame preseli na Brenčinovino in pomaga pri delu na kmetiji. Zvečer Brenčin z Marjano (Krapovko) prevara Miro. Tonač je nad prijateljevo razuzdanostjo razočaran. 
Leto po poroki življenje na kmetiji teče po ustaljenih tirih, med možem in ženo pa je čustvena pregrada. Mira sporoči, da je noseča. Ko Mira izve za Marjaninega otroka z Janezom, se onesvesti. Stara Brenčinka zboli in Miri zapusti skrinjo – zapuščino mnogih Brenčinovih žensk, Janezu pa nekaj premoženja. Janez z dediščino ni zadovoljen, saj si zaželi Miri dodeljeno kmetijo, ki jo je v zameno za molk obljubil Marjani. Po smrti stare Brenčinke Mira Janezu predlaga, da hišo prepiše na njegovega nezakonskega otroka, kar Janeza razjezi. Janez ob posredovanju odvetnika Marjani predlaga, da hišo zakonsko zapiše otroku, s čimer se Marjana ne strinja, saj bi tako za njene skoke čez plot izvedeli drugi njeni ljubimci. Janez po prihodu domov od Tonača izve, da Krapovkin otrok ni njegov, saj ga je z dediščino priznal stari Benzen. Po Mirini bolezni na Brenčenovino pride dekla Marjeta. Vanjo se zaljubi Tonač, ki tu dela kot hlapec. 
Pri delu v gozdu Janezu pomaga Ciril in Mira se zaplete z njim. Črnovrsce preseneti vest, da so Krapovo Marjano zaprli, ker naj bi zastrupila Benzena, da bi dobila grunt. Marjanina najmlajša hči pride živet na Brenčinovino, Mira pa s hrano oskrbuje tudi ostale njene otroke.
Janez prebere Mirin dnevnik in izve za Mirino afero s Cirilom. Mira obišče Cirila in spozna njegovo ženo. Zaprta Marjana je ponovno noseča. Janez je do Mire grob in hladen, zato ona uteho poišče pri Petraču in z njim prevara Janeza. Marjanine otroke obišče odvetnik Edvard, ki od najstarejšega Tomažka izve, da Benzena ni zastrupila njegova mama. Ob naslednjem odvetnikovem obisku si z Marjano obljubita večno zvestobo in z otroki se preselijo v njegov bogati dom. Mira pa izve, da je zelo bolna, in zavrača zdravljenje. Janez ji na smrtni postelji izpove ljubezen, ona pa se v pismu poslovi od otrok, možu predlaga, naj se ponovno poroči, in sporoči, da je njena smrt edina možnost, da ohrani dobro ime Brenčinov.

### 2. del
Mirin dnevnik dobi prijateljica Marta, ki obišče Brenčinove, da bi izpolnila prijateljičino željo in ključ skrinje predala Janezovi drugi ženi. Marta in v teh krajih delujoči zdravnik se zaljubita. Tudi Janez kmalu spozna svojo novo ženo, Povlaško Martino, a njuno srečo skali vest, da je Janez oče še enega nezakonskega otroka. Janez ženi vse prizna in tudi ona mu razkrije svojo skrivnost. Medtem se Marta in zdravnik razideta, ker on misli, da je zanjo prestar. Neukročeni fantje nagajajo gospodarju, ko jih najdejo, jih v vaški krčmi osramotijo. 
Brenčinove razveseli novica, da je Janezova druga žena Martina noseča. Takrat tudi zdravnik obžaluje, da je zapustil Marto, vendar je ona že poročena in noseča. Zdravnik se nesrečen preseli na Brenčinovino. Marta mu razkrije, da je otrok njegov. Na Brenčinovini zagori, ogenj smrtno poškoduje enega od vaščanov. Črnovrsci družini pomagajo pri obnovi hleva in jih založijo s poljščinami. Med ruševinami najdejo truplo mladega fanta, ki se je želel maščevati za osramotitev.
Brenčinovino obiščeta Martinina sestra in njen mož in Martini izplačata pripadajočo očetovo doto. Janezu in Martini se rodi sin in družina je srečna. Brenčinka pa je hvaležna za »največji dar, ki ga narava lahko pokloni ženski – dar materinstva«.

## Kritike
Že od prve zgodbe Na stranskem tiru se v avtoričinem delu prav travmatično ponavljajo nekateri motivi, verjetno avtobiografskega izvora: odnos mati - sin - snaha, ljubezenski trikotnik, bajtarska hči, primožena na grunt, nezakonski otrok itd. Tri problemska območja (nedovoljeno razmerje, dobrodelna dejavnost, razjasnjevanje rodbinske in drugih skrivnosti) se razrešijo na tri klasične načine - s poroko, s smrtjo, z odpotovanjem.
To, kar onemogoči identifikacijo, lahko imenujemo naivnost, sveta preproščina ali sprenevedanje, tj. sprenevedanje pripovedovalca(ke). To ni literatura moderne družbe, "ko se čustva spreminjajo v stroj, simbol sedanje mrzle atomske dobe", ampak je literatura strasti in čustev, literatura predsodkov in travmatičnih odgovorov nanje.
Želji, da bi pričujočo literaturo s hitro kretnjo zaprli v predalček za šund, žal ne moremo ustreči. Za trivialno literaturo je značilna močna klišeiziranost, ki jo tu preveč omejuje naivnost pripovednega hotenja - avtobiografskost.
(Hladnik 1980)
O kmečkih ljudeh je pisala, o
življenju, ki ostaja prikrito
ljudem za debelimi kamnitimi zidovi hiš, hlevov, na
travnikih, njivah, o življenju
ob pridnih močnih konjih in
trmastih kobilah, ob lačnih
pujskih, ob otrocih, ki jih je
malokdaj čas popestovati, o
starih tetah, ki nosijo v sebi
skrite zatrte ljubezni, o beračih, ki so kos kruha in latvico mleka iz rok kmečke
gospodinje poplačali s sto
novicami, o vsakdanjih hišnih prepirčkih in prepirih, ki
niso mogli ostati skriti ne
otrokom ne sosedom ...
prav pri
Kvaliteta
se pokaže pri zadovoljnih
bralcih. Pri razprodanih
knjigah. Pred dnevi je pri
založbi Kmečki glas izšel
ponatis ene njenih prvih
knjig Naše mame ljubi vsakdan. Kdor je še ni bral, naj
jo vzame v roke. Del Minkinega
življenja je, kot je več
ali manj del njenega življenja vsaka njena knjiga.

(Dolenc 1986)